# 施莱茨之战
施莱茨之战（英语：Battle of Schleiz）于1806年10月9日在德国施莱茨爆发。此役中由博吉斯拉夫·弗里德里希·伊曼纽尔·冯·陶恩齐恩指挥的的普鲁士-萨克森部队与让-巴蒂斯特·贝尔纳多特的第1军中由让-巴蒂斯特·杜洛埃率领的师交战。此役是第四次反法同盟的第一次军事冲突。当法皇拿破仑一世通过法兰克森林入侵普鲁士时，大军团袭击了普鲁士王国和萨克森选侯国军队的左翼。施莱茨位于霍夫以北30公里，德累斯顿西南145公里。

在战斗开始时，杜洛埃指挥的法军与陶恩齐恩的先锋部队发生了冲突。当普鲁士指挥官意识到法军的实力时，他开始战术性撤退。若阿尚·缪拉接管了法军部队并开始对撤退中的普鲁士军队展开追击。在战场西面有一支营级普鲁士部队被法军拦截，损失惨重。普鲁士军队和萨克森军队向北撤退，当晚抵达奥马。

## 背景

### 政治
在第三次反法同盟期间，普鲁士国王腓特烈·威廉三世于1805年11月3日与俄罗斯沙皇亚历山大一世签署了《波茨坦协定》。腓特烈·威廉答应派大使前往法国，声称除非法国同意交出荷兰王国和瑞士王国，并放弃意大利王国的王位，否则普鲁士将加入奥地利帝国和俄罗斯帝国一起对抗拿破仑。

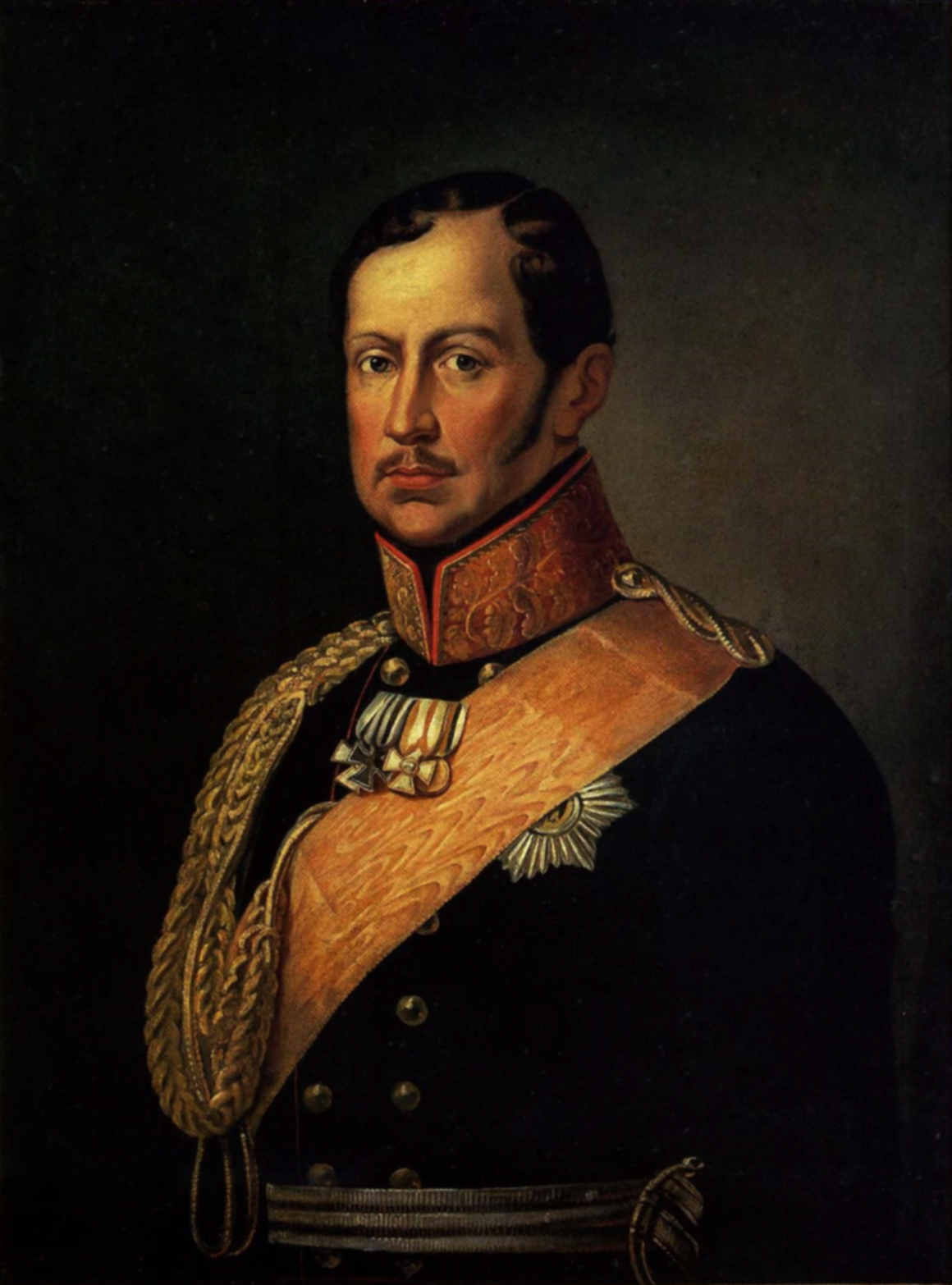
腓特烈·威廉三世

奇怪的是，当沙皇要求普鲁士加入第三次反法同盟时，普鲁士军队已经在9月进行军事动员并准备对抗俄罗斯。1805年9月，拿破仑入侵安斯巴赫的行为激怒了普鲁士，随后普鲁士与俄罗斯达成谅解。拿破仑设法阻止了普鲁士大使克里斯蒂安·格拉夫·冯·豪格维茨，直到法军在1805年12月2日的奥斯特里茨战役中大获全胜。不久之后，奥地利求和，俄罗斯撤军，第三次反法同盟解散。
2月15日，拿破仑诱使普鲁士同意将其部分领土转让给法国和法国的盟国，以换取法国先前占领的汉诺威。法国于1806年2月8日入侵那不勒斯王国。意大利半岛的最后一个据点于7月23日落入法国手中。7月25日，拿破仑在德国建立了莱茵邦联。面对法国的侵略行径，普鲁士宫廷中以路易丝王后为中心的主战派很快占了上风。1806年8月7日，主和的豪格维茨被解职，腓特烈·威廉决定与拿破仑开战。

### 军事

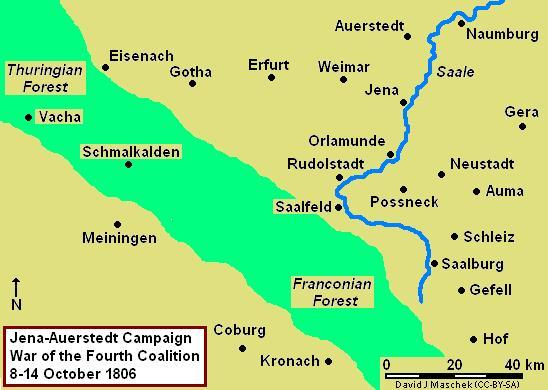
耶拿-奥尔施泰特战役地图

普鲁士动员了171,000名士兵，其中包括35,000名骑兵、15,000名炮兵和20,000名萨克森盟军。普军主力分为三支军队，不伦瑞克公爵卡尔·威廉·斐迪南将他的士兵集中在莱比锡和中心的瑙姆堡周围。普军左翼由霍恩洛厄-英格尔芬根亲王弗雷德里希·路德维希指挥，并在德累斯顿附近集结，其中包括萨克森盟军。恩斯特·冯·鲁切尔和格布哈德·莱贝雷希特·冯·布吕歇尔的部队在哥廷根和米尔豪森组成了普军的右翼。

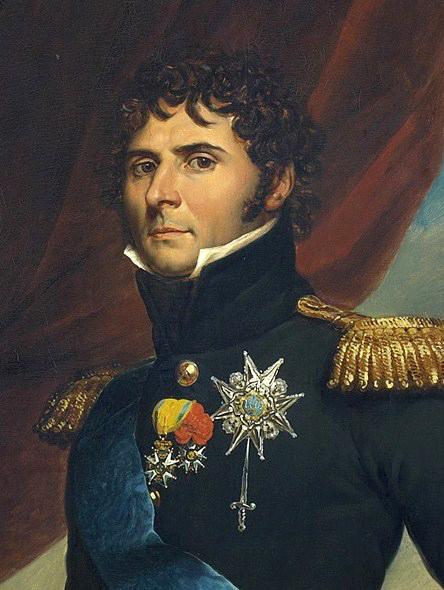
让-巴蒂斯特·贝尔纳多特元帅

不久，拿破仑开始意识到普鲁士的军事部署。9月5日，他召集了50,000名预备役士兵，并让驻德国的法国军队处于戒备状态。当他得知普鲁士人将萨克森军队吸收到他们的部队中时，拿破仑迅速集结了他的大军团，目标是摧毁普鲁士军队。10月5日，拿破仑发布命令，宣布大军团入侵萨克森选侯国的行军顺序。贝尔纳多特元帅的第1军率领中央纵队，随后是路易·达武元帅的第3军，若阿尚·缪拉元帅的骑兵预备队的大部分，以及弗朗索瓦·约瑟夫·勒费弗尔元帅的帝国卫队。右侧纵队由让·德迪厄·苏尔特的第4军领导，米歇尔·内伊元帅的第6军和后方的巴伐利亚盟军紧随其后。左侧的纵队是让·拉纳元帅的第5军，其次是皮埃尔·奥热罗元帅的第7军。右侧法军指向霍夫，中军从克罗纳赫到施莱茨，左翼从科堡到萨尔费尔德。
共有59,131人的右纵队中包括第4军的30,956名步兵、1,567名骑兵和48门火炮；第6军的18,414名步兵、1,094名骑兵和24门火炮；巴伐利亚盟军有6,000名步兵、1,100名骑兵, 和18门火炮。共有38,055人的左纵队包括第5军的19,389名步兵、1,560名骑兵和28门火炮；第7军的15,931名步兵、1,175名骑兵和36门火炮。中央纵队共有75637人，包括第1军的19014名步兵，1580名骑兵，34门火炮；第3军的28655名步兵，1538名骑兵，44门火炮；近卫军的4900名步兵，2400名骑兵，36门火炮；骑兵预备队拥有17,550名士兵和30门火炮。

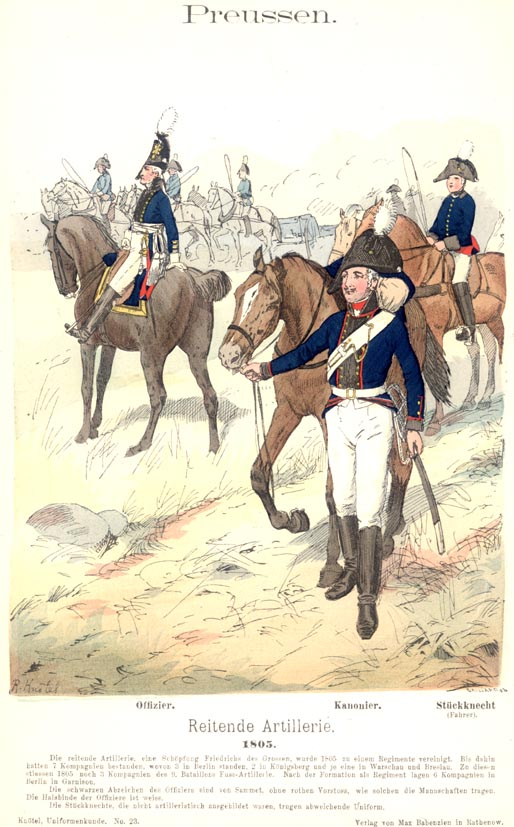
普鲁士骑炮兵

普鲁士高级指挥部召开了几次会议，但直到10月5日的侦察才发现拿破仑的军队已经从拜罗伊特向北向萨克森移动。普军决定将霍恩洛厄的部队转移至鲁多尔施塔特，不伦瑞克转移到爱尔福特，鲁切尔转移到哥达。普军的右翼将派出部队在富尔达威胁法国的通讯线路。符腾堡公爵欧根·腓特烈指挥的预备役部队奉命从马格德堡转移至哈雷。

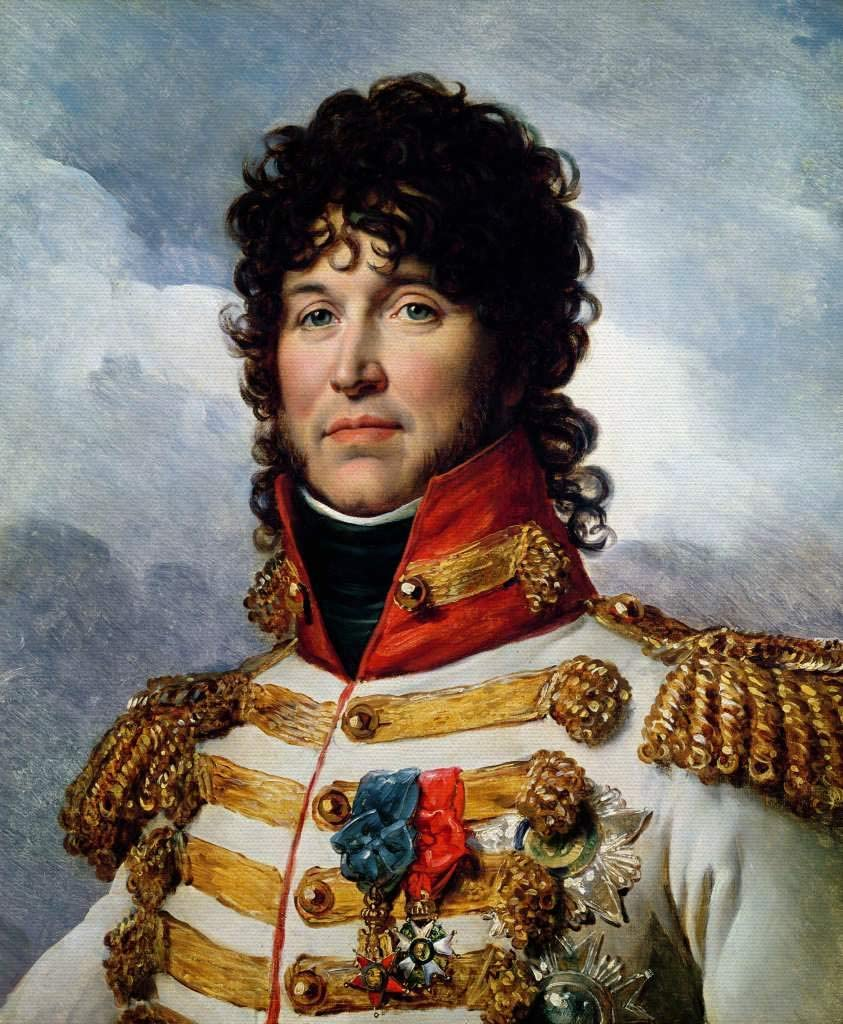
若阿尚·缪拉

图林根森林和法兰克森林从波希米亚向西北延伸。该地区由海拔约750米的树木繁茂的山脉组成。在1806年，此地只有几条糟糕的道路穿过这片区域。拿破仑选择在最窄的地带，即东部的法兰克森林行军。法军于10月8日越过萨克森选侯国边境，法军先锋部队由轻骑兵掩护。由于拿破仑不确定普鲁士-萨克森军队的位置，因此他的军队非常集中，以能够应对来自任何方向的威胁。
缪拉亲自带领轻骑兵为法军保驾护航。在东部，安托万·拉萨尔的部队向霍夫侦察，而爱德华·让·巴蒂斯特·米约的部队向萨尔费尔德进行侦查。拿破仑指示皮埃尔·瓦蒂尔从他的旅中抽调一个团，并尽可能向前推进到第一军的前方。轻骑兵关注的对象是普鲁士和萨克森部队的位置和部署细节。8日，缪拉的骑兵占领了萨尔堡-埃伯斯多夫的桥梁。那天晚上，普军指挥官陶恩齐恩在施莱茨集结了他的部队。
大约9,000名萨克森士兵位于施莱茨东北15公里处的奥马，而卡尔·安德烈亚斯·冯·博古斯拉夫斯基上校的普鲁士小分队则位于奥拉河畔诺伊施塔特西北18公里处。克里斯蒂安·路德维希·施美尔芬宁（Christian Ludwig Schimmelpfennig）少将的600名骑兵在珀斯内克西北20公里处。陶恩齐恩的部队有6,000名普鲁士士兵和3,000名萨克森士兵。法军方面，贝尔纳多特的三个步兵师分别由杜洛埃、以利堂和拉法里埃指挥，和他的骑兵旅则由德·蒂利将军指挥。

## 战斗

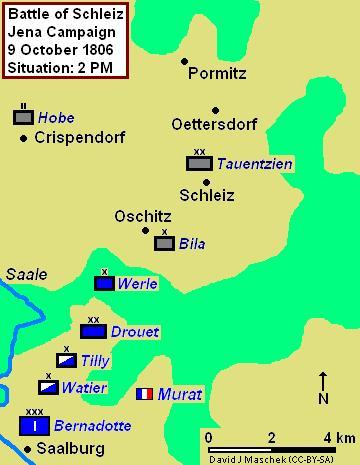
施莱茨战役地图

10月9日，贝尔纳多特和陶恩齐恩的军队在位于施莱茨南部的奥希茨森林附近发生了第一次冲突。当杜洛埃的步兵师向施莱茨推进时，贝尔纳多特命令弗朗索瓦·维尔莱的一个旅对右侧的森林进行扫荡。在茂密的树林中，法军步兵向前移动，而瓦蒂尔的团则跟在后面。维尔莱的先遣部队占领了树林，但被鲁道夫·恩斯特·克里斯托夫·冯·比拉少将率领的普鲁士军队阻止。

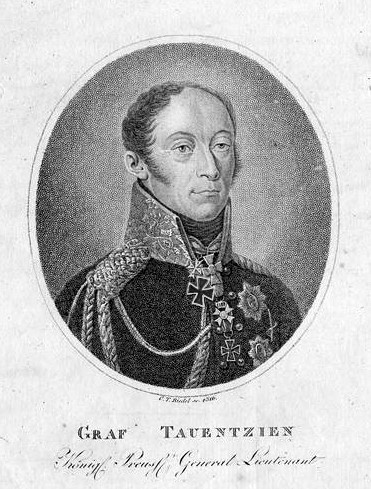
博吉斯拉夫·陶恩齐恩

到下午2时，感受到法军的强大实力，陶恩齐恩决定放弃施莱茨。普鲁士部队在比拉的一个步兵营和一个半骑兵团的掩护下向北撤退。杜洛埃在下午4时袭击了施莱茨，并驱逐了最后一批普鲁士士兵。在城镇的北部，缪拉带领第4骠骑兵团向普鲁士后卫部队发起冲锋，但这次袭击被普鲁士骑兵击退。在更多骑兵和步兵的支援下，缪拉将比拉的部队逼退到厄特斯多夫以北的树林里。
早些时候，陶恩齐恩派一名名叫霍比的军官带着一个营、一个中队和两门火炮前往施莱茨以西约六公里的克里斯彭多夫。霍比的任务是守卫普鲁士军队的右翼，并与施美尔芬宁的骑兵保持联系。当陶恩齐恩开始撤退时，霍比的支队撤退到东北部并试图重新加入普军大部队。在施莱茨以北4公里的珀尔米茨附近的树林中，霍比发现自己的部队被夹在缪拉的骑兵和杜洛埃的一个营之间。普军在一片沼泽森林中遭到袭击，霍比的部队遭受重创，失去了一门火炮。在此役中，普鲁士军队和萨克森军队中有12名军官和554名普通士兵伤亡、被俘和失踪，一门火炮被法军缴获，其中多数伤亡都是来自霍比的分队。法军在此役中的损失未知，但可能很轻微。

## 结果

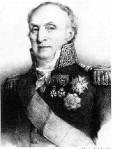
让·杜洛埃

陶恩齐恩在战斗结束后撤退到奥马，他疲惫而饥饿的部队于晚上7时在那里扎营。
此时，不伦瑞克的部队仍位于爱尔福特。鲁切尔位于哥达西部，而布吕歇尔则守在爱森纳赫。萨克森-魏玛-艾森纳赫大公卡尔·奥古斯特率领一支11,000人的军团，在施马尔卡尔登有一个先锋部队，在法哈有一个由克里斯蒂安·路德维希·冯·温宁将军指挥的支队。符腾堡公爵欧根·腓特烈位于马格德堡和哈雷之间。
当霍恩洛厄听说普军在施莱茨的遭遇时，他命令他的左翼部队在鲁多尔施塔特和耶拿之间集结，然后向东移动以支援陶恩齐恩和萨克森军队。然而，不伦瑞克反对此命令，于是霍恩洛厄将其取消。与此同时，霍恩洛厄向路易·斐迪南亲王发出了措辞含糊的命令，王子将其误解为保卫萨尔费尔德。第二天，萨尔费尔德战役爆发。

## 评论
历史学家弗朗西斯·洛林·佩特（Francis Loraine Petre）指出，拿破仑的大军团拥有更出色的组织架构，采用更好的战术，拥有更多年轻和精力充沛的士兵，并且在数量上拥有20%到25%的优势。法军由能力出色的元帅指挥。普军方面，由于缺乏小军团系统，大军指挥官经常被迫发布非常详细的命令。法军小分队则由一个单独的指挥官领导，可以独自做出军事决定。普鲁士军队的指挥官大多年纪较大，并经常召开“从未对任何事情做出决定”的战争委员会。虽然不伦瑞克名义上是普鲁士军队总司令，但他的命令必须得到腓特烈·威廉三世的确认，而霍恩洛厄和鲁切尔的部队处于几乎独立的状态。拿破仑的战略意图虽然很简单，但普鲁士将军们感到不得不为每一种可能发生的情况做好计划，从而扩大了他们的部队部署，将简单的事情复杂化。普鲁士-萨克森军队被分散部署在145公里的战线上。此外，预备队在马格德堡已经严重与先锋部队脱节。与此同时，拿破仑的军队在仅有60公里的前线上推进。

## 脚注
1. 1 2  Petre 1993，第84-85頁.
2. 1 2  Petre 1993，第86頁.
3. ↑  Kagan 2006，第539-541頁.
4. ↑  Kagan 2006，第530-532頁.
5. ↑  Kagan 2006，第535頁.
6. ↑  Chandler 1966，第443頁.
7. ↑  Chandler 1966，第447頁.
8. ↑  Schneid 2002，第48頁.
9. ↑  Schneid 2002，第55頁.
10. ↑  Chandler 1966，第449頁.
11. ↑  Chandler 1966，第453頁.
12. ↑  Chandler 1966，第456頁.
13. ↑  Chandler 1966，第460-462頁.
14. ↑  Chandler 1966，第467頁.
15. ↑  Petre 1993，第74頁.
16. ↑  Chandler 1966，第458-459頁.
17. ↑  Petre 1993，第75頁.
18. 1 2  Chandler 1966，第468頁.
19. ↑  Petre 1993，第82-83頁.
20. ↑  Petre 1993，第84頁.
21. ↑  Petre 1993，第202頁.
22. 1 2  Smith 1998，第223頁.
23. ↑  Petre 1993，第85頁.
24. ↑  Petre 1993，第85-86頁.
25. 1 2  Petre 1993，第87頁.
26. ↑  Chandler 1966，第470頁.
27. ↑  Petre 1993，第165頁.
28. ↑  Petre 1993，第27頁.
29. ↑  Petre 1993，第166-167頁.
30. ↑  Petre 1993，第29頁.
31. ↑  Petre 1993，第167-168頁.

## 延伸阅读
- Chandler, David. . Weidenfeld and Nicolson. 1966.
- Petre, F. Loraine. . John Lane company. 1914.